# Compsobata
Compsobata is een vliegengeslacht uit de familie van de spillebeenvliegen (Micropezidae).

## Soorten
- C. jamesi (Merritt, 1971)
- C. kennicotti (Banks, 1926)
- C. microfulcrum (James, 1946)
- C. mima (Hennig, 1936)
- C. pallipes (Say, 1823)
- C. univitta (Walker, 1849)